# Hate Crew Deathroll
Hate Crew Deathroll je čtvrtým řadovým (studiovým) albem finské metalové kapely Children Of Bodom. Album bylo nahráno v Astia-studio, srpen – září 2002.

## Seznam skladeb
1. Needled 24/7 – 4:08
2. Sixpounder – 3:24
3. Chokehold (Cocked'N'Loaded) – 4:12
4. Bodom Beach Terror – 4:35
5. Angels Don't Kill – 5:13
6. Triple Corpse Hammerblow – 4:06
7. You're Better Off Dead! – 4:11
8. Lil' Bloodred Ridin' Hood – 3:24
9. Hate Crew Deathroll – 6:37